# Bill Slater
William John Slater (CBE) (født 29. april 1927 i Clitheroe, England - 18. december 2018) var en engelsk fodboldspiller (angriber/forsvarer).
Efter at have startet sin karriere i Blackpool og Brentford kom Slater i 1952 til Wolverhampton Wanderers, hvor han spillede de følgende 11 sæsoner. Her var han en del af klubbens guldalder op gennem 1950'erne, og var med til at vinde hele tre engelske mesterskaber og én FA Cup-titel.
Slater spillede desuden 12 kampe for det engelske landshold. Hans første landskamp var et opgør mod Wales 10. november 1954, hans sidste en kamp mod Skotland 9. april 1960. Han var en del af det engelske hold der deltog ved VM i 1958 i Sverige, og spillede alle landets fire kampe i turneringen. Han var også med på det britiske landshold, der deltog ved OL i 1952 i Helsinki.

## Titler
Engelsk mesterskab
- 1954, 1958 og 1959 med Wolverhampton Wanderers

FA Cup
- 1960 med Wolverhampton Wanderers